# Opisthorchis tenuicollis
Espèce
Opisthorchis tenuicollis est une espèce de vers appartenant à l'ordre des Plagiorchiida.